# Unterbug (Gefrees)
Unterbug ist ein Gemeindeteil der Stadt Gefrees im Landkreis Bayreuth (Oberfranken, Bayern). Unterbug liegt in der Gemarkung Streitau.

## Geografie
Der Weiler besteht aus fünf Wohngebäuden und einem Dutzend Nebengebäude. Im Norden grenzt eine Schrebergartenanlage an. Ein Anliegerweg führt etwa 400 Meter südlich zu einer Gemeindeverbindungsstraße bei Kirschbaum.

## Geschichte
Bug (=Ober- und Unterbug) gehörte zur Realgemeinde Streitau. Gegen Ende des 18. Jahrhunderts bestand Bug aus zwei Anwesen. Die Hochgerichtsbarkeit stand dem bayreuthischen Stadtvogteiamt Gefrees zu, wurde aber auch vom bayreuthischen Vogteiamt Stammbach beansprucht. Das bayreuthische Verwaltungsamt Streitau war Grundherr der beiden Häuser.
Von 1797 bis 1810 unterstand Unterbug dem Justiz- und Kammeramt Gefrees. Infolge des Ersten Gemeindeedikts wurde Unterbug dem 1812 gebildeten Steuerdistrikt Streitau und der zugleich entstandenen Ruralgemeinde Streitau zugewiesen. Im Zuge der Gebietsreform in Bayern wurde Unterbug am 1. Mai 1978 nach Gefrees eingemeindet.

### Einwohnerentwicklung
| Jahr      | 001812 | 001819 | 001861 | 001871 | 001885 | 001900 | 001925 | 001950 | 001961 | 001970 | 001987 |
| Einwohner | 10 *   | †      | 20     | 10     | 16     | 8      | 6      | 5      | 9      | 18     | 18     |
| Häuser    | 5 *    |        |        |        | 2      | 2      | 2      | 1      | 2      |        | 5      |
| Quelle    | [ 6 ]  | [ 9 ]  | [ 10 ] | [ 11 ] | [ 12 ] | [ 13 ] | [ 14 ] | [ 15 ] | [ 16 ] | [ 17 ] | [ 1 ]  |

## Religion
Unterbug ist nach St. Georg (Streitau) gepfarrt und evangelisch-lutherisch geprägt.